# Florence (Wisconsin)
Florence è un comune (CDP) degli Stati Uniti, situato in Wisconsin, nella Contea di Florence, della quale è il capoluogo.